# Sexfläckig blombock
Sexfläckig blombock (Anoplodera sexguttata) är en skalbagge i  familjen långhorningar.

## Kännetecken
Den sexfläckiga blombocken blir mellan 7 och 11 millimeter lång. Täckvingarns teckning kan variera. Oftast har den två gulbruna fläckar längst fram vid skuldrorna och långa bågformade fläckar mitt på. Den bågformade fläcken är ibland uppdelad i två fläckar och täckvingarna blir då sexfläckiga, därav artens namn. Individer med helt svarta täckvingar kan förekommer i sällsynta fall. Huvudet är insnörpt bakom ögonen till en smal hals. Antennerna är långa, hanens något längre än honans. Antenner och ben är svarta.

## Utbredning
Den sexfläckiga blombocken har påträffats i Sverige från Skåne till Uppland, men den är sällsynt. Den finns även i Danmark, södra Norge och sydvästra Finland. Den finns också i Baltikum och Mellaneuropa och vidare ner till norra Sydeuropa. Den är även påträffad i Nordafrika.

## Levnadssätt
Larverna lever i gammal död ved av främst ek, men ibland även bok, avenbok och al. Veden ska ha varit död i 20 till 60 år och vara angripen av svampen rostöra. Larvens utveckling tar drygt två år, och den förpuppas sedan i veden. Den vuxna skalbaggen kan i juli månad ses besöka olika blommor, till exempel älggräs, strätta, vänderot och arter i rutasläktet.

## Etymologi
Sexguttata betyder 'med sex fläckar' på latin.[källa behövs]